# Kyphi
Kyphi là một loại hương hỗn hợp được sử dụng cho mục đích tôn giáo và y học tại Ai Cập cổ đại.

## Từ nguyên
Kyphi được Latinh hóa từ κυ̑φι trong tiếng Hy Lạp, có nghĩa là "kap-t", hương, bắt nguồn từ "kap", xức nước hoa, dâng hương, nung nóng, đốt cháy trong tiếng Ai Cập cổ. Gốc từ cũng tồn tại trong trong ngữ hệ Ấn-Âu với nghĩa tương đương, như कपि (kapi) "hương" trong tiếng Phạn, καπνός "khói" trong tiếng Hy Lạp và vapor "hơi" trong tiếng Latinh.

## Lịch sử
Plutarchus (De Iside et Osiride) và Souidas (mục từ "Μανήθως") cho rằng tư tế người Ai Cập Manetho (k. 300 TCN) đã viết một luận thuyết tên "Về cách chuẩn bị kyphi" (Περὶ κατασκευη̑ϛ κυφίων), nhưng không bản sao nào của tác phẩm này còn tồn tại. Ba công thức kyphi của Ai Cập từ thời Ptolemaios được khắc trên tường đền thờ Edfu và Philae.
Công thức kyphi của Hy Lạp được Dioscorides (De materia medica, I, 24), Plutarchus và Galenus (De antidotis, II, 2) ghi lại.
Một thầy thuốc từ thế kỷ thứ bảy là Paul xứ Aegina chép lại kyphi "mặt trăng" với 28 nguyên liệu và kyphi "mặt trời" với 36 nguyên liệu.

## Bào chế
Các công thức Ai Cập đều có 16 nguyên liệu. Dioscorides có 10 nguyên liệu, được sử dụng trong mọi công thức. Plutarchus đưa ra 16 còn Galenus đưa ra 15 nguyên liệu. Plutarchus ngụ ý rằng con số 16 nguyên liệu mang ý nghĩa đặc biệt trong toán học.
Một số nguyên liệu đến nay vẫn còn mơ hồ. Công thức Hy Lạp nhắc đến Aspalathus, được các tác giả La Mã miêu tả là một loại cây bụi có gai. Các học giả chưa thống nhất danh tính của loại cây này: họ đưa ra một loài trong phân họ Đậu (Cytisus, Genista hoặc Đậu móng diều), Convolvulus scoparius và Genista acanthoclada. Công thức Ai Cập cũng liệt kê nhiều nguyên liệu thực vật chưa xác định danh tính.
Quy trình bào chế kyphi bao gồm trộn và đun sôi nguyên liệu theo thứ tự. Theo Galenus, thành phẩm được vo thành viên và đặt trên than hồng để tạo khói thơm; nó cũng được dùng làm thuốc trị đau gan và phổi.

### Dioscorides (10 nguyên liệu)
- mật ong
- rượu vang
- nho khô
- một dược
- dâu bách xù
- cyperus (tiếng Hy Lạp: κύπειρος)
- dầu nhựa thông (tiếng Anh: turpentine, tiếng Hy Lạp: ῥητίνη)
- aspalathus (tiếng Hy Lạp: ἀσπάλαθος)
- song mây (tiếng Ai Cập cổ đại: kanen, tiếng Hebrew: קָנֶה, tiếng Hy Lạp: κάλαμος, tiếng Latinh: culmus)
- thủy xương bồ (tiếng Hy Lạp: σχοῖνος)

### Plutarchus (+6 nguyên liệu)
- seseli (tiếng Hy Lạp: σέσελι)
- nhũ hương (tiếng Hy Lạp: σχῖνος)
- nhựa đường
- chút chít
- bạch đậu khấu
- dâu bách xù nhỏ (?)

### Galenus (+5 nguyên liệu)
- quế đơn
- quế (có thể thay bằng bạch đậu khấu)
- nhụy hoa nghệ tây
- nhựa bdellium
- dầu cam tùng

### Ai Cập (+6 nguyên liệu)
- quế đơn
- quế
- nhũ hương
- bạc hà
- thuốc nhuộm cây móng tay
- cây trinh nữ